# Liste der saudi-arabischen Botschafter in Deutschland
1933 besuchte der Sohn von Abd al-Aziz ibn Saud, Faisal ibn Abd al-Aziz, auf einer Europareise Berlin. Seit 1937 wurden Verhandlungen zu Rüstungsimporten und der Akkreditierung eines Botschafters des Deutschen Reichs in Dschidda geführt.
Bis 2000 befand sich die Botschaft im Haus Steineck in Bonn, das heute als Residenz des saudi-arabischen Botschafters in Bonn fungiert. Die aktuelle Botschaft des Königreichs Saudi-Arabien befindet sich in der Tiergartenstrasse 33–34, Berlin.
Der saudische König gehört zur Dynastie der Saud und trägt seit 1986 den Titel Hüter der heiligen Stätten entsprechend ist der offizielle Titel des Botschafters arabisch سفير خادم الحرمين الشريفين - برلين (Botschafter des Hüters der beiden Heiligen Moscheen – Berlin)
| Ernennung / Akkreditierung | Name                                    | Bemerkungen                               | ernannt von  | akkreditiert während der Amtszeit von Bundespräsident | Posten verlassen |
| -------------------------- | --------------------------------------- | ----------------------------------------- | ------------ | ----------------------------------------------------- | ---------------- |
| 1957                       | Jawad Mustafa Zikri                     | Gesandter, ab 9. Februar 1960 Botschafter | König Saud   | Theodor Heuss                                         | 1961             |
| 1961                       | Sheikh Saleh al-Schalfan                |                                           | König Saud   | Heinrich Lübke                                        | 1963             |
| 1964                       | Ahmed Khalil Abdul-Jabbar               |                                           | König Faisal | Heinrich Lübke                                        | 13. Mai 1965     |
| 13. Mai 1965               | diplomatischen Beziehungen unterbrochen |                                           | König Faisal | Heinrich Lübke                                        | 18. Sep. 1973    |
| 18. Sep. 1973              | Jamil bin Ibrahim al-Hujailan           |                                           | König Faisal | Gustav Heinemann                                      | Dez. 1976        |
| 1977                       | Mohammed Nuri Ibrahim                   | von 1982 bis 1987 Botschafter in Madrid   | König Khalid | Walter Scheel                                         | 1981             |
| 1982                       | Sheikh Rashad Mussallam Nuweilati       |                                           | König Fahd   | Karl Carstens                                         | 9. Apr. 1986     |
| 9. Apr. 1986               | Abbas Faig Ghazzawi                     |                                           | König Fahd   | Richard von Weizsäcker                                | 21. Okt. 2001    |
| 7. Sep. 2004               | Ossama bin Abdul Majed Shobokshi        |                                           | König Fahd   | Horst Köhler                                          | 25. Okt. 2015    |
| 11. Dezember 2015          | Awwad Alawwad                           |                                           | König Salman | Joachim Gauck                                         | Apr. 2017        |
| Juni 2017                  | Khalid bin Bandar bin Sultan Al Saud    |                                           | König Salman | Frank-Walter Steinmeier                               | Feb. 2019        |
| 27. März 2019              | Faisal bin Farhan Al Saud               |                                           | König Salman | Frank-Walter Steinmeier                               | Okt. 2019        |
| 4. November 2020           | Essam Ibrahim H. Baitalmal              |                                           | König Salman | Frank-Walter Steinmeier                               | 2023             |
| 31. Mai 2023               | Abdullah bin Khalid bin Sultan Al Saud  | zuvor Botschafter in Österreich           | König Salman | Frank-Walter Steinmeier                               |                  |